# رونی عازار
رونی عازار (عربی: روني شربل عازار؛ زادهٔ ۲۰ فوریهٔ ۱۹۸۳) بازیکن فوتبال اهل لبنان بود.
از باشگاه‌هایی که در آن بازی کرده‌است می‌توان به باشگاه راسینگ بیروت اشاره کرد.
وی همچنین در تیم‌های ملی فوتبال زیر ۲۳ سال لبنان و لبنان بازی کرده‌است.